# Герб Апостолового
Герб Апо́столового — один з офіційних символів міста Апостолове Дніпропетровської області, затверджений 15 серпня 2003 року рішенням № 380-9/XXIV сесії Апостолівської міської ради.

## Опис
Щит перетятий, на верхньому червоному полі герб роду Апостолів: на лазуровому полі в срібному картуші червоний щиток зі срібним двічі перехрещеним та унизу роздвоєним хрестом, оточений десятьма золотими шестипроменевими зірками та золотим кавалерським хрестом у нижньому краї, під ним два золоті пшеничні колоски, на нижньому зеленому полі чорний паровоз, над ним три золоті шестипроменеві зірки, з яких середня вдвічі більша за крайні, під ним — срібний рушник із написом «1793». Щит облямований золотим декоративним картушем і увінчаний срібною міською короною.

## Значення символів
Два пшеничні колоси уособлюють сільське господарство як основне заняття місцевих мешканців, відродження життя, добробут і багатство.
Герб роду Апостолів, які заснували поселення на землях нинішнього міста, вказує на славне козацьке минуле краю.
Золоті зірки означають міську (велика) та дві сільські (маленькі) громади, які територіально підпорядковані міській раді.
Паровоз є символом залізниці, що дала поштовх та сприяє розвитку міста.
Рушник пов'язується з першою в Апостолові церквою святої Покрови і символізує захист та покровительство.
Червоний колір у гербі символізує хоробрість, мужність, безстрашність наших предків-захисників рідної землі; зелений — надію, радість та достаток, вірність, чесність і свободу; чорний — журбу, смуток і скорботу з приводу трагічних подій в історії міста; золото — багатство, справедливість і великодушність.
Автор — О. І. Зуй.

## Історія

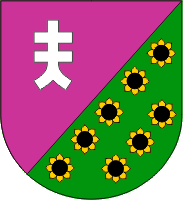
Проєкт герба міста 1996 року

Відомий проєкт герба міста 1996 року.
"Щит скошеної зліва. В верхньому малиновому полі - срібний двічі пересічений і внизу роздвоєний хрест. У нижньому зеленому полі - 8 квіток соняшника з золотими пелюстками і чорною серцевиною. Число соняшників відповідає кількості сільських рад у складі Апостолівського району, центром якого є сьогодні місто" .
У проєкті герба використаний родовий герб Апостолів. М.Д.Апостол належав до Відомо роду Миргородський полковника Павла Єфремович Апостола, а його дідом був гетьман Данило Апостол. Центральною фігурою в гербі Апостолів був "червоний щиток зі срібним двічі пересіченим і роздвоєним внизу хрестом, поміщений в блакитне поле, засіяне золотими зірками і кавалерійським хрестом біля країв".